# Juncaceae
Juncaceae Juss. é uma família de monocotiledôneas, parte da ordem Poales, formada por 8 gêneros e 464 espécies reconhecidas. São geralmente plantas herbáceas perenes, rizomatosas e de crescimento lento. São superficialmente semelhantes e muitas vezes confundidas com gramíneas. A maior parte das espécies são capazes de utilizar solos úmidos e de baixa fertilidade.

## Descrição
Apresentam caules cilíndricos não-lenhosos com até 100 cm de altura. Possuem folhas simples, alternadas e geralmente rentes ao caule formando uma capa. Em algumas espécies, as folhas são reduzidas a ponto de não serem facilmente observáveis, se confundindo com o caule.
As flores são geralmente bissexuais, com algumas espécies dioicas, e apresentam estrutura trímera, com três pétalas e três sépalas (ou, em alguns casos, seis tépalas), dois a três estames e um pistilo trilocular. Como em outras Poales, as flores são bastante reduzidas, com 3-6mm de comprimento, e organizadas em inflorescências que podem atingir até 6 cm de comprimento.

## Ocorrência
São plantas com distribuição ampla, presentes em regiões temperadas e árticas de todos os continentes exceto a Antártida. São capazes de explorar ambientes muito diversos, com diferentes níveis de umidade e fertilidade. Várias espécies são especializadas para solos extremamente úmidos ou de drenagem ruim, caracterizando-as como espécies pantanosas e de galeria por excelência.
No Brasil, sua distribuição é geralmente limitada a ambientes de clima ameno e regiões montanhosas, especialmente espalhadas ao longo da região Sul e dos estados de São Paulo, Rio de Janeiro e partes de Minas Gerais e Espírito Santo. Entre as espécies encontradas em território brasileiro incluem-se uma do gênero Luzula (no caso, Luzula campestris) e onze espécies do gênero Juncus (incluindo Juncus acutus, J. krausii, J. tenuis, J. capillaceus, J. effusus, J. conglomeratus/leersi, J. marginatus, J. microcephalus, J. densiflorus, J. ustulatus, J. michranthus). 

## Taxonomia
A família Juncaceae é composta por oito gêneros, com a maior parte das espécies concentradas nos gêneros Juncus e Luzula. Os gêneros restantes são geralmente pequenos e predominantemente neotropicais. Juncus aparenta ser um gênero parafilético, enquanto Luzula é monofilético. A relação entre esses e os outros gêneros é relativamente mal resolvida. Juncaceae parece ter evoluído em ambientes abertos e relativamente secos, adaptados para dispersão anemocórica, a cerca de 72 milhões de anos, no Cretáceo tardio.
A família foi reconhecida pela APG II em 2003, e mantida nas APG III e APG IV subsequentes, como parte de Poales. Nessa ordem, Juncaceae é parte de um clado ciperídeo relativamente basal, composto por Cyperaceae, Juncaceae e Thurniaceae e agrupado com outro clado formado por todas as outras Poales exceto bromelíadas.
Poales
|  | Bromeliaceae |
|  |              |
|  | Typhaceae    |
|  |              |

|  | Mayacaceae  |
|  |             |
|  | Rapateaceae |
|  |             |

|  | Thurniaceae                                              |
|  |                                                          |
|  | \| \| Cyperaceae \| \| \| \| \| \| Juncaceae \| \| \| \| |
|  |                                                          |
|  | Cyperaceae                                               |
|  |                                                          |
|  | Juncaceae                                                |
|  |                                                          |

|  | Cyperaceae |
|  |            |
|  | Juncaceae  |
|  |            |

|  | Mayacaceae  |
|  |             |
|  | Rapateaceae |
|  |             |

|  | Thurniaceae                                              |
|  |                                                          |
|  | \| \| Cyperaceae \| \| \| \| \| \| Juncaceae \| \| \| \| |
|  |                                                          |
|  | Cyperaceae                                               |
|  |                                                          |
|  | Juncaceae                                                |
|  |                                                          |

|  | Cyperaceae |
|  |            |
|  | Juncaceae  |
|  |            |

|  | Eriocaulaceae |
|  |               |
|  | Xyridaceae    |
|  |               |

|  | Poaceae                                                            |
|  |                                                                    |
|  | \| \| Ecdeiocoleaceae \| \| \| \| \| \| Joinvilleaceae \| \| \| \| |
|  |                                                                    |
|  | Ecdeiocoleaceae                                                    |
|  |                                                                    |
|  | Joinvilleaceae                                                     |
|  |                                                                    |

|  | Ecdeiocoleaceae |
|  |                 |
|  | Joinvilleaceae  |
|  |                 |

|  | Poaceae                                                            |
|  |                                                                    |
|  | \| \| Ecdeiocoleaceae \| \| \| \| \| \| Joinvilleaceae \| \| \| \| |
|  |                                                                    |
|  | Ecdeiocoleaceae                                                    |
|  |                                                                    |
|  | Joinvilleaceae                                                     |
|  |                                                                    |

|  | Ecdeiocoleaceae |
|  |                 |
|  | Joinvilleaceae  |
|  |                 |

|  | Anarthriaceae                                                     |
|  |                                                                   |
|  | \| \| Centrolepidaceae \| \| \| \| \| \| Restionaceae \| \| \| \| |
|  |                                                                   |
|  | Centrolepidaceae                                                  |
|  |                                                                   |
|  | Restionaceae                                                      |
|  |                                                                   |

|  | Centrolepidaceae |
|  |                  |
|  | Restionaceae     |
|  |                  |

|  | Poaceae                                                            |
|  |                                                                    |
|  | \| \| Ecdeiocoleaceae \| \| \| \| \| \| Joinvilleaceae \| \| \| \| |
|  |                                                                    |
|  | Ecdeiocoleaceae                                                    |
|  |                                                                    |
|  | Joinvilleaceae                                                     |
|  |                                                                    |

|  | Ecdeiocoleaceae |
|  |                 |
|  | Joinvilleaceae  |
|  |                 |

|  | Poaceae                                                            |
|  |                                                                    |
|  | \| \| Ecdeiocoleaceae \| \| \| \| \| \| Joinvilleaceae \| \| \| \| |
|  |                                                                    |
|  | Ecdeiocoleaceae                                                    |
|  |                                                                    |
|  | Joinvilleaceae                                                     |
|  |                                                                    |

|  | Ecdeiocoleaceae |
|  |                 |
|  | Joinvilleaceae  |
|  |                 |

|  | Anarthriaceae                                                     |
|  |                                                                   |
|  | \| \| Centrolepidaceae \| \| \| \| \| \| Restionaceae \| \| \| \| |
|  |                                                                   |
|  | Centrolepidaceae                                                  |
|  |                                                                   |
|  | Restionaceae                                                      |
|  |                                                                   |

|  | Centrolepidaceae |
|  |                  |
|  | Restionaceae     |
|  |                  |

|  | Eriocaulaceae |
|  |               |
|  | Xyridaceae    |
|  |               |

|  | Poaceae                                                            |
|  |                                                                    |
|  | \| \| Ecdeiocoleaceae \| \| \| \| \| \| Joinvilleaceae \| \| \| \| |
|  |                                                                    |
|  | Ecdeiocoleaceae                                                    |
|  |                                                                    |
|  | Joinvilleaceae                                                     |
|  |                                                                    |

|  | Ecdeiocoleaceae |
|  |                 |
|  | Joinvilleaceae  |
|  |                 |

|  | Poaceae                                                            |
|  |                                                                    |
|  | \| \| Ecdeiocoleaceae \| \| \| \| \| \| Joinvilleaceae \| \| \| \| |
|  |                                                                    |
|  | Ecdeiocoleaceae                                                    |
|  |                                                                    |
|  | Joinvilleaceae                                                     |
|  |                                                                    |

|  | Ecdeiocoleaceae |
|  |                 |
|  | Joinvilleaceae  |
|  |                 |

|  | Anarthriaceae                                                     |
|  |                                                                   |
|  | \| \| Centrolepidaceae \| \| \| \| \| \| Restionaceae \| \| \| \| |
|  |                                                                   |
|  | Centrolepidaceae                                                  |
|  |                                                                   |
|  | Restionaceae                                                      |
|  |                                                                   |

|  | Centrolepidaceae |
|  |                  |
|  | Restionaceae     |
|  |                  |

|  | Poaceae                                                            |
|  |                                                                    |
|  | \| \| Ecdeiocoleaceae \| \| \| \| \| \| Joinvilleaceae \| \| \| \| |
|  |                                                                    |
|  | Ecdeiocoleaceae                                                    |
|  |                                                                    |
|  | Joinvilleaceae                                                     |
|  |                                                                    |

|  | Ecdeiocoleaceae |
|  |                 |
|  | Joinvilleaceae  |
|  |                 |

|  | Poaceae                                                            |
|  |                                                                    |
|  | \| \| Ecdeiocoleaceae \| \| \| \| \| \| Joinvilleaceae \| \| \| \| |
|  |                                                                    |
|  | Ecdeiocoleaceae                                                    |
|  |                                                                    |
|  | Joinvilleaceae                                                     |
|  |                                                                    |

|  | Ecdeiocoleaceae |
|  |                 |
|  | Joinvilleaceae  |
|  |                 |

|  | Anarthriaceae                                                     |
|  |                                                                   |
|  | \| \| Centrolepidaceae \| \| \| \| \| \| Restionaceae \| \| \| \| |
|  |                                                                   |
|  | Centrolepidaceae                                                  |
|  |                                                                   |
|  | Restionaceae                                                      |
|  |                                                                   |

|  | Centrolepidaceae |
|  |                  |
|  | Restionaceae     |
|  |                  |

|  | Mayacaceae  |
|  |             |
|  | Rapateaceae |
|  |             |

|  | Thurniaceae                                              |
|  |                                                          |
|  | \| \| Cyperaceae \| \| \| \| \| \| Juncaceae \| \| \| \| |
|  |                                                          |
|  | Cyperaceae                                               |
|  |                                                          |
|  | Juncaceae                                                |
|  |                                                          |

|  | Cyperaceae |
|  |            |
|  | Juncaceae  |
|  |            |

|  | Mayacaceae  |
|  |             |
|  | Rapateaceae |
|  |             |

|  | Thurniaceae                                              |
|  |                                                          |
|  | \| \| Cyperaceae \| \| \| \| \| \| Juncaceae \| \| \| \| |
|  |                                                          |
|  | Cyperaceae                                               |
|  |                                                          |
|  | Juncaceae                                                |
|  |                                                          |

|  | Cyperaceae |
|  |            |
|  | Juncaceae  |
|  |            |

|  | Eriocaulaceae |
|  |               |
|  | Xyridaceae    |
|  |               |

|  | Poaceae                                                            |
|  |                                                                    |
|  | \| \| Ecdeiocoleaceae \| \| \| \| \| \| Joinvilleaceae \| \| \| \| |
|  |                                                                    |
|  | Ecdeiocoleaceae                                                    |
|  |                                                                    |
|  | Joinvilleaceae                                                     |
|  |                                                                    |

|  | Ecdeiocoleaceae |
|  |                 |
|  | Joinvilleaceae  |
|  |                 |

|  | Poaceae                                                            |
|  |                                                                    |
|  | \| \| Ecdeiocoleaceae \| \| \| \| \| \| Joinvilleaceae \| \| \| \| |
|  |                                                                    |
|  | Ecdeiocoleaceae                                                    |
|  |                                                                    |
|  | Joinvilleaceae                                                     |
|  |                                                                    |

|  | Ecdeiocoleaceae |
|  |                 |
|  | Joinvilleaceae  |
|  |                 |

|  | Anarthriaceae                                                     |
|  |                                                                   |
|  | \| \| Centrolepidaceae \| \| \| \| \| \| Restionaceae \| \| \| \| |
|  |                                                                   |
|  | Centrolepidaceae                                                  |
|  |                                                                   |
|  | Restionaceae                                                      |
|  |                                                                   |

|  | Centrolepidaceae |
|  |                  |
|  | Restionaceae     |
|  |                  |

|  | Poaceae                                                            |
|  |                                                                    |
|  | \| \| Ecdeiocoleaceae \| \| \| \| \| \| Joinvilleaceae \| \| \| \| |
|  |                                                                    |
|  | Ecdeiocoleaceae                                                    |
|  |                                                                    |
|  | Joinvilleaceae                                                     |
|  |                                                                    |

|  | Ecdeiocoleaceae |
|  |                 |
|  | Joinvilleaceae  |
|  |                 |

|  | Poaceae                                                            |
|  |                                                                    |
|  | \| \| Ecdeiocoleaceae \| \| \| \| \| \| Joinvilleaceae \| \| \| \| |
|  |                                                                    |
|  | Ecdeiocoleaceae                                                    |
|  |                                                                    |
|  | Joinvilleaceae                                                     |
|  |                                                                    |

|  | Ecdeiocoleaceae |
|  |                 |
|  | Joinvilleaceae  |
|  |                 |

|  | Anarthriaceae                                                     |
|  |                                                                   |
|  | \| \| Centrolepidaceae \| \| \| \| \| \| Restionaceae \| \| \| \| |
|  |                                                                   |
|  | Centrolepidaceae                                                  |
|  |                                                                   |
|  | Restionaceae                                                      |
|  |                                                                   |

|  | Centrolepidaceae |
|  |                  |
|  | Restionaceae     |
|  |                  |

|  | Eriocaulaceae |
|  |               |
|  | Xyridaceae    |
|  |               |

|  | Poaceae                                                            |
|  |                                                                    |
|  | \| \| Ecdeiocoleaceae \| \| \| \| \| \| Joinvilleaceae \| \| \| \| |
|  |                                                                    |
|  | Ecdeiocoleaceae                                                    |
|  |                                                                    |
|  | Joinvilleaceae                                                     |
|  |                                                                    |

|  | Ecdeiocoleaceae |
|  |                 |
|  | Joinvilleaceae  |
|  |                 |

|  | Poaceae                                                            |
|  |                                                                    |
|  | \| \| Ecdeiocoleaceae \| \| \| \| \| \| Joinvilleaceae \| \| \| \| |
|  |                                                                    |
|  | Ecdeiocoleaceae                                                    |
|  |                                                                    |
|  | Joinvilleaceae                                                     |
|  |                                                                    |

|  | Ecdeiocoleaceae |
|  |                 |
|  | Joinvilleaceae  |
|  |                 |

|  | Anarthriaceae                                                     |
|  |                                                                   |
|  | \| \| Centrolepidaceae \| \| \| \| \| \| Restionaceae \| \| \| \| |
|  |                                                                   |
|  | Centrolepidaceae                                                  |
|  |                                                                   |
|  | Restionaceae                                                      |
|  |                                                                   |

|  | Centrolepidaceae |
|  |                  |
|  | Restionaceae     |
|  |                  |

|  | Poaceae                                                            |
|  |                                                                    |
|  | \| \| Ecdeiocoleaceae \| \| \| \| \| \| Joinvilleaceae \| \| \| \| |
|  |                                                                    |
|  | Ecdeiocoleaceae                                                    |
|  |                                                                    |
|  | Joinvilleaceae                                                     |
|  |                                                                    |

|  | Ecdeiocoleaceae |
|  |                 |
|  | Joinvilleaceae  |
|  |                 |

|  | Poaceae                                                            |
|  |                                                                    |
|  | \| \| Ecdeiocoleaceae \| \| \| \| \| \| Joinvilleaceae \| \| \| \| |
|  |                                                                    |
|  | Ecdeiocoleaceae                                                    |
|  |                                                                    |
|  | Joinvilleaceae                                                     |
|  |                                                                    |

|  | Ecdeiocoleaceae |
|  |                 |
|  | Joinvilleaceae  |
|  |                 |

|  | Anarthriaceae                                                     |
|  |                                                                   |
|  | \| \| Centrolepidaceae \| \| \| \| \| \| Restionaceae \| \| \| \| |
|  |                                                                   |
|  | Centrolepidaceae                                                  |
|  |                                                                   |
|  | Restionaceae                                                      |
|  |                                                                   |

|  | Centrolepidaceae |
|  |                  |
|  | Restionaceae     |
|  |                  |

|  | Mayacaceae  |
|  |             |
|  | Rapateaceae |
|  |             |

|  | Thurniaceae                                              |
|  |                                                          |
|  | \| \| Cyperaceae \| \| \| \| \| \| Juncaceae \| \| \| \| |
|  |                                                          |
|  | Cyperaceae                                               |
|  |                                                          |
|  | Juncaceae                                                |
|  |                                                          |

|  | Cyperaceae |
|  |            |
|  | Juncaceae  |
|  |            |

|  | Mayacaceae  |
|  |             |
|  | Rapateaceae |
|  |             |

|  | Thurniaceae                                              |
|  |                                                          |
|  | \| \| Cyperaceae \| \| \| \| \| \| Juncaceae \| \| \| \| |
|  |                                                          |
|  | Cyperaceae                                               |
|  |                                                          |
|  | Juncaceae                                                |
|  |                                                          |

|  | Cyperaceae |
|  |            |
|  | Juncaceae  |
|  |            |

|  | Eriocaulaceae |
|  |               |
|  | Xyridaceae    |
|  |               |

|  | Poaceae                                                            |
|  |                                                                    |
|  | \| \| Ecdeiocoleaceae \| \| \| \| \| \| Joinvilleaceae \| \| \| \| |
|  |                                                                    |
|  | Ecdeiocoleaceae                                                    |
|  |                                                                    |
|  | Joinvilleaceae                                                     |
|  |                                                                    |

|  | Ecdeiocoleaceae |
|  |                 |
|  | Joinvilleaceae  |
|  |                 |

|  | Poaceae                                                            |
|  |                                                                    |
|  | \| \| Ecdeiocoleaceae \| \| \| \| \| \| Joinvilleaceae \| \| \| \| |
|  |                                                                    |
|  | Ecdeiocoleaceae                                                    |
|  |                                                                    |
|  | Joinvilleaceae                                                     |
|  |                                                                    |

|  | Ecdeiocoleaceae |
|  |                 |
|  | Joinvilleaceae  |
|  |                 |

|  | Anarthriaceae                                                     |
|  |                                                                   |
|  | \| \| Centrolepidaceae \| \| \| \| \| \| Restionaceae \| \| \| \| |
|  |                                                                   |
|  | Centrolepidaceae                                                  |
|  |                                                                   |
|  | Restionaceae                                                      |
|  |                                                                   |

|  | Centrolepidaceae |
|  |                  |
|  | Restionaceae     |
|  |                  |

|  | Poaceae                                                            |
|  |                                                                    |
|  | \| \| Ecdeiocoleaceae \| \| \| \| \| \| Joinvilleaceae \| \| \| \| |
|  |                                                                    |
|  | Ecdeiocoleaceae                                                    |
|  |                                                                    |
|  | Joinvilleaceae                                                     |
|  |                                                                    |

|  | Ecdeiocoleaceae |
|  |                 |
|  | Joinvilleaceae  |
|  |                 |

|  | Poaceae                                                            |
|  |                                                                    |
|  | \| \| Ecdeiocoleaceae \| \| \| \| \| \| Joinvilleaceae \| \| \| \| |
|  |                                                                    |
|  | Ecdeiocoleaceae                                                    |
|  |                                                                    |
|  | Joinvilleaceae                                                     |
|  |                                                                    |

|  | Ecdeiocoleaceae |
|  |                 |
|  | Joinvilleaceae  |
|  |                 |

|  | Anarthriaceae                                                     |
|  |                                                                   |
|  | \| \| Centrolepidaceae \| \| \| \| \| \| Restionaceae \| \| \| \| |
|  |                                                                   |
|  | Centrolepidaceae                                                  |
|  |                                                                   |
|  | Restionaceae                                                      |
|  |                                                                   |

|  | Centrolepidaceae |
|  |                  |
|  | Restionaceae     |
|  |                  |

|  | Eriocaulaceae |
|  |               |
|  | Xyridaceae    |
|  |               |

|  | Poaceae                                                            |
|  |                                                                    |
|  | \| \| Ecdeiocoleaceae \| \| \| \| \| \| Joinvilleaceae \| \| \| \| |
|  |                                                                    |
|  | Ecdeiocoleaceae                                                    |
|  |                                                                    |
|  | Joinvilleaceae                                                     |
|  |                                                                    |

|  | Ecdeiocoleaceae |
|  |                 |
|  | Joinvilleaceae  |
|  |                 |

|  | Poaceae                                                            |
|  |                                                                    |
|  | \| \| Ecdeiocoleaceae \| \| \| \| \| \| Joinvilleaceae \| \| \| \| |
|  |                                                                    |
|  | Ecdeiocoleaceae                                                    |
|  |                                                                    |
|  | Joinvilleaceae                                                     |
|  |                                                                    |

|  | Ecdeiocoleaceae |
|  |                 |
|  | Joinvilleaceae  |
|  |                 |

|  | Anarthriaceae                                                     |
|  |                                                                   |
|  | \| \| Centrolepidaceae \| \| \| \| \| \| Restionaceae \| \| \| \| |
|  |                                                                   |
|  | Centrolepidaceae                                                  |
|  |                                                                   |
|  | Restionaceae                                                      |
|  |                                                                   |

|  | Centrolepidaceae |
|  |                  |
|  | Restionaceae     |
|  |                  |

|  | Poaceae                                                            |
|  |                                                                    |
|  | \| \| Ecdeiocoleaceae \| \| \| \| \| \| Joinvilleaceae \| \| \| \| |
|  |                                                                    |
|  | Ecdeiocoleaceae                                                    |
|  |                                                                    |
|  | Joinvilleaceae                                                     |
|  |                                                                    |

|  | Ecdeiocoleaceae |
|  |                 |
|  | Joinvilleaceae  |
|  |                 |

|  | Poaceae                                                            |
|  |                                                                    |
|  | \| \| Ecdeiocoleaceae \| \| \| \| \| \| Joinvilleaceae \| \| \| \| |
|  |                                                                    |
|  | Ecdeiocoleaceae                                                    |
|  |                                                                    |
|  | Joinvilleaceae                                                     |
|  |                                                                    |

|  | Ecdeiocoleaceae |
|  |                 |
|  | Joinvilleaceae  |
|  |                 |

|  | Anarthriaceae                                                     |
|  |                                                                   |
|  | \| \| Centrolepidaceae \| \| \| \| \| \| Restionaceae \| \| \| \| |
|  |                                                                   |
|  | Centrolepidaceae                                                  |
|  |                                                                   |
|  | Restionaceae                                                      |
|  |                                                                   |

|  | Centrolepidaceae |
|  |                  |
|  | Restionaceae     |
|  |                  |

|  | Mayacaceae  |
|  |             |
|  | Rapateaceae |
|  |             |

|  | Thurniaceae                                              |
|  |                                                          |
|  | \| \| Cyperaceae \| \| \| \| \| \| Juncaceae \| \| \| \| |
|  |                                                          |
|  | Cyperaceae                                               |
|  |                                                          |
|  | Juncaceae                                                |
|  |                                                          |

|  | Cyperaceae |
|  |            |
|  | Juncaceae  |
|  |            |

|  | Mayacaceae  |
|  |             |
|  | Rapateaceae |
|  |             |

|  | Thurniaceae                                              |
|  |                                                          |
|  | \| \| Cyperaceae \| \| \| \| \| \| Juncaceae \| \| \| \| |
|  |                                                          |
|  | Cyperaceae                                               |
|  |                                                          |
|  | Juncaceae                                                |
|  |                                                          |

|  | Cyperaceae |
|  |            |
|  | Juncaceae  |
|  |            |

|  | Eriocaulaceae |
|  |               |
|  | Xyridaceae    |
|  |               |

|  | Poaceae                                                            |
|  |                                                                    |
|  | \| \| Ecdeiocoleaceae \| \| \| \| \| \| Joinvilleaceae \| \| \| \| |
|  |                                                                    |
|  | Ecdeiocoleaceae                                                    |
|  |                                                                    |
|  | Joinvilleaceae                                                     |
|  |                                                                    |

|  | Ecdeiocoleaceae |
|  |                 |
|  | Joinvilleaceae  |
|  |                 |

|  | Poaceae                                                            |
|  |                                                                    |
|  | \| \| Ecdeiocoleaceae \| \| \| \| \| \| Joinvilleaceae \| \| \| \| |
|  |                                                                    |
|  | Ecdeiocoleaceae                                                    |
|  |                                                                    |
|  | Joinvilleaceae                                                     |
|  |                                                                    |

|  | Ecdeiocoleaceae |
|  |                 |
|  | Joinvilleaceae  |
|  |                 |

|  | Anarthriaceae                                                     |
|  |                                                                   |
|  | \| \| Centrolepidaceae \| \| \| \| \| \| Restionaceae \| \| \| \| |
|  |                                                                   |
|  | Centrolepidaceae                                                  |
|  |                                                                   |
|  | Restionaceae                                                      |
|  |                                                                   |

|  | Centrolepidaceae |
|  |                  |
|  | Restionaceae     |
|  |                  |

|  | Poaceae                                                            |
|  |                                                                    |
|  | \| \| Ecdeiocoleaceae \| \| \| \| \| \| Joinvilleaceae \| \| \| \| |
|  |                                                                    |
|  | Ecdeiocoleaceae                                                    |
|  |                                                                    |
|  | Joinvilleaceae                                                     |
|  |                                                                    |

|  | Ecdeiocoleaceae |
|  |                 |
|  | Joinvilleaceae  |
|  |                 |

|  | Poaceae                                                            |
|  |                                                                    |
|  | \| \| Ecdeiocoleaceae \| \| \| \| \| \| Joinvilleaceae \| \| \| \| |
|  |                                                                    |
|  | Ecdeiocoleaceae                                                    |
|  |                                                                    |
|  | Joinvilleaceae                                                     |
|  |                                                                    |

|  | Ecdeiocoleaceae |
|  |                 |
|  | Joinvilleaceae  |
|  |                 |

|  | Anarthriaceae                                                     |
|  |                                                                   |
|  | \| \| Centrolepidaceae \| \| \| \| \| \| Restionaceae \| \| \| \| |
|  |                                                                   |
|  | Centrolepidaceae                                                  |
|  |                                                                   |
|  | Restionaceae                                                      |
|  |                                                                   |

|  | Centrolepidaceae |
|  |                  |
|  | Restionaceae     |
|  |                  |

|  | Eriocaulaceae |
|  |               |
|  | Xyridaceae    |
|  |               |

|  | Poaceae                                                            |
|  |                                                                    |
|  | \| \| Ecdeiocoleaceae \| \| \| \| \| \| Joinvilleaceae \| \| \| \| |
|  |                                                                    |
|  | Ecdeiocoleaceae                                                    |
|  |                                                                    |
|  | Joinvilleaceae                                                     |
|  |                                                                    |

|  | Ecdeiocoleaceae |
|  |                 |
|  | Joinvilleaceae  |
|  |                 |

|  | Poaceae                                                            |
|  |                                                                    |
|  | \| \| Ecdeiocoleaceae \| \| \| \| \| \| Joinvilleaceae \| \| \| \| |
|  |                                                                    |
|  | Ecdeiocoleaceae                                                    |
|  |                                                                    |
|  | Joinvilleaceae                                                     |
|  |                                                                    |

|  | Ecdeiocoleaceae |
|  |                 |
|  | Joinvilleaceae  |
|  |                 |

|  | Anarthriaceae                                                     |
|  |                                                                   |
|  | \| \| Centrolepidaceae \| \| \| \| \| \| Restionaceae \| \| \| \| |
|  |                                                                   |
|  | Centrolepidaceae                                                  |
|  |                                                                   |
|  | Restionaceae                                                      |
|  |                                                                   |

|  | Centrolepidaceae |
|  |                  |
|  | Restionaceae     |
|  |                  |

|  | Poaceae                                                            |
|  |                                                                    |
|  | \| \| Ecdeiocoleaceae \| \| \| \| \| \| Joinvilleaceae \| \| \| \| |
|  |                                                                    |
|  | Ecdeiocoleaceae                                                    |
|  |                                                                    |
|  | Joinvilleaceae                                                     |
|  |                                                                    |

|  | Ecdeiocoleaceae |
|  |                 |
|  | Joinvilleaceae  |
|  |                 |

|  | Poaceae                                                            |
|  |                                                                    |
|  | \| \| Ecdeiocoleaceae \| \| \| \| \| \| Joinvilleaceae \| \| \| \| |
|  |                                                                    |
|  | Ecdeiocoleaceae                                                    |
|  |                                                                    |
|  | Joinvilleaceae                                                     |
|  |                                                                    |

|  | Ecdeiocoleaceae |
|  |                 |
|  | Joinvilleaceae  |
|  |                 |

|  | Anarthriaceae                                                     |
|  |                                                                   |
|  | \| \| Centrolepidaceae \| \| \| \| \| \| Restionaceae \| \| \| \| |
|  |                                                                   |
|  | Centrolepidaceae                                                  |
|  |                                                                   |
|  | Restionaceae                                                      |
|  |                                                                   |

|  | Centrolepidaceae |
|  |                  |
|  | Restionaceae     |
|  |                  |

## Usos
Os juncos e seus parentes têm um amplo histórico de uso humano. São parte da composição tradicional dos tatames japoneses, usados a partir do século IX, junto de bambu e palha de arroz. No Norte da Europa medieval, por outro lado, era costumeiro usar juncos secos - às vezes misturados com ervas aromáticas - como uma cobertura espalhada pelo chão de terra batida, propiciando isolamento térmico e absorvendo sujeira e detritos para fácil remoção. Também nessa região era comum o uso da medula de junco, mergulhada em graxa ou azeite, como uma vela de brilho forte e de baixo custo.
Em tempos mais recentes, plantas da família Juncaceae têm sido exploradas como uma fonte de fenantrenos, compostos aromáticos com propriedades medicinais.

## Géneros
| - Distichia - Juncus - Luzula - Marsippospermum | - Oreojuncus - Oxychloë - Patosia - Rostkovia |